# Ostracion whitleyi
Ostracion whitleyi es una especie de peces de la familia Ostraciidae en el orden de los Tetraodontiformes.

## Morfología
• Los machos pueden llegar alcanzar los 15,5 cm de longitud total.

## Hábitat
Es un pez de mar de clima tropical y asociado a los  arrecifes de coral que vive entre 3-27 m de profundidad.

## Distribución geográfica
Se encuentra desde las Hawái y la Polinesia central y oriental.